# إليزابيث باريت براونينغ
إليزابيث باريت براونينغ (بالإنجليزية: Elizabeth Barrett Browning)ء (6 مارس 1806- 29 يونيو 1861) كانت من أبرز شعراء العصر الفيكتوري. أشعارها كانت الأكثر شعبية في كل من إنجلترا والولايات المتحدة خلال فترة حياتها. قامت براونينغ بنشر عديد من أشعارها أثناء حياتها، كما قام زوجها بنشر بقية أشعارها بعد وفاتها.
أشعارها في 1844 جعلت منها من أشهر المؤلفين ما حمس روبرت براونينغ الشاعر الإنجليزي (1812-1892) لمراسلتها ليخبرها عن حبه لأشعارها ترتب عنه لقاء بينهما في 1845. تلك المراسلات بينهما اعتبرت الأشهر في أدب الغزل.
كانت اليزابيث باريت براوننج تعد اثناء حياتها اعظم شاعرة في انجلترا تنم اشعارها عن تفرد في الاسلوب، وثراء في الخيال كما ان اعمالها تكشف عن تفاصيل من جوانب حياتها تلهب الخيال وتاسر الالباب ومن ابرزها حبها للشاعر روبرت براوننج.
ولدت اليزابيث باريت في كوكسهو هول بمقاطعة درم، لأب هو ادوارد مولتون باريت صاحب مزرعة، كانت أكبر اخواتها الاثنى عشر ورغم اعتلال صحتها ورقة جسدها كانت تتسم بذكاء يفوق مرحلتها السنية وكانت تنفق ايامها في المنزل تدرس اللغات وتقرأ في الادب والفلسفة والتاريخ وتقرض الشعر وفي عام 1835 وإثر نكسات مالية المت بالاب انتقلت الاسرة للعيش في لندن حيث استقر بهم المقام في النهاية في المنزل ذى العنوان الذي حاز شهرة كبيرة فيما بعد وهو 50 شارع ويمبول وفي لندن قابلت جون كينون الذي جذب انتباه الشخصيات الادبية البارزة إلى اعمالها ورغم انها كانت قد نشرت اشعارا منذ فترة باكرة من حياتها فان أول عمل لها اثار اهتمام جمهور القراء كان ديوان: الملائكة وقصائج أخرى (1835) الذي كان موضع مديح كتاب المراجعات الادبية في المجلات الذين وصفوا كاتبته بانها «أعظم الشعراء الشبان الذين نعقد عليهم آمالا كبارا» لقى ادوارد أكبر اخوتها الذكور الذي كانت تكن له حبا كبيرا مصرعه غرقا، وهو الحادث الذي كان له عظيم الاثر في تدهور صحتها ورغم ذلك استمرت في نظم الشعر طوال هذه الفترة البائسة من حياتها وفي عام 1844 نشرت ديوانها قصائد الذي حقق لها شهرة عريضة.
في عام 1845 شرع روبرت براوننج الذي كان شعره موضع اعجاب اليزابيث في مراسلتها بإيعاز من صديقهما المشترك  جون كينون، وسرعان ما تم اللقاء بين اليزابيث وبراوننج وتزوجا في عام 1846  وذهبا معا إلى اوروبا.
وبعد ان قضى الزوجان فترة قصيرة في فرنسا، رحلا إلى إيطاليا حيث استقرا في فلورنسا وفي عام 1849 رزقا بطفل ذكر ونشرت اليزابيث الجزء الثانى من ديوان قصائد (1850) تضمن مقطوعات شعرية مترجمة من البرتغالية وسجلت فيه تفاصيل العلاقة الرومانسية بينها وبين براوننج اما روايتها الضخمة ذات الروح الشعرية أورورا لى (1856) التي تغلب عليها النزعة العاطفية المفرطة إلى حد ما فقد حظيت بالمديح لما اتسمت به من عاطفة فياضة وحيوية ذهنية ورغم ما اشار اليه النقاد الذين عرضوا لها من مثالب كبيرة في الحبكة ورسم الشخصيات والمذاق  الادبى كانت اليزابيث حتى هذه الفترة من حياتها تضمن اشعارها دوما آراء اجتماعية تقديمية الا ان شعرها اتخذ منحى جديدا وبدأ  ينضح باهتمامها المتزايد بالاحوال السياسية في إيطاليا اصدرت أول ديوان لها يتناول الاوضاع السياسية في إيطاليا، ويحمل عنوان: نوافذ منزل جويدى (1851) الا انه اثار انتقادات عنيفة لافتقاره إلى الىراء المتسقة واحتوائه على ىراء تخلو من اى عمق  أو دلالة وعلى نحو مماثل لم يصادف ديوان ى خر لها اصدرته فيما بعد وتضمن اشعارا ذات طابع سياسى صريح، استحسان معاصريها، وهذا الديوان يحمل عنوان: قصائد قبل المؤتمر (1860) كان لاهتمام اليزابيث المشبوب بالسياسة تأثير ضار – فيما يبدو – على صحتها، فقد اكربها اشد الكرب نبا وفاة كاميلو كافور – المجاهد الوطنى الايطالى العظيم، في اوائل شهر يونيو من عام 1861 , وهو الشهر نفسه الذي شهد وفاتها في فلورنسيا، وفي عام 1862 , صدر ديوانها المعنون قصائد أخيرة.
ومنذ وفاتها صدرت عدة مجلدات تحوى مراسلتها وخطاباتها التي تفيض بالحيوية الآسرة وتأخذ بمجامع القلوب.

## وصلات خارجية
- إليزابيث باريت براونينغ على موقع IMDb (الإنجليزية)
- إليزابيث باريت براونينغ على موقع الموسوعة البريطانية (الإنجليزية)
- إليزابيث باريت براونينغ على موقع ميوزك برينز (الإنجليزية)
- إليزابيث باريت براونينغ على موقع قاعدة بيانات برودواي على الإنترنت (الإنجليزية)
- إليزابيث باريت براونينغ على موقع إن إن دي بي (الإنجليزية)
- إليزابيث باريت براونينغ على موقع ديسكوغز (الإنجليزية)
- إليزابيث باريت براونينغ على موقع كينوبويسك (الروسية)

- "Browning,%20Elizabeth%20Barrett,%201806-1861"%20AND%20(barrett) أعمال إليزابيث باريت براونينغ على Archive.org